# جان ان. متری
جان ان. متری (انگلیسی: John N. Mather; ۹ ژوئن ۱۹۴۲ – ۲۸ ژانویهٔ ۲۰۱۷) دانشمند در زمینه سامانه پویا اهل ایالات متحده آمریکا بود.
وی همچنین برندهٔ جوایزی همچون کمک‌هزینه گوگنهایم شده‌است.